# Esperantist
Un esperantist este o persoană care vorbește esperanto. În sens restrâns este o persoană care participă la răspândirea limbii esperanto.
Termenul a luat ființă la sfârșitul secolului al XIX-lea și a fost definit în primul congres mondial de esperanto de la Boulogne-sur-Mer în 1905.